# Gräberfeld in der Addenstorfer Heide

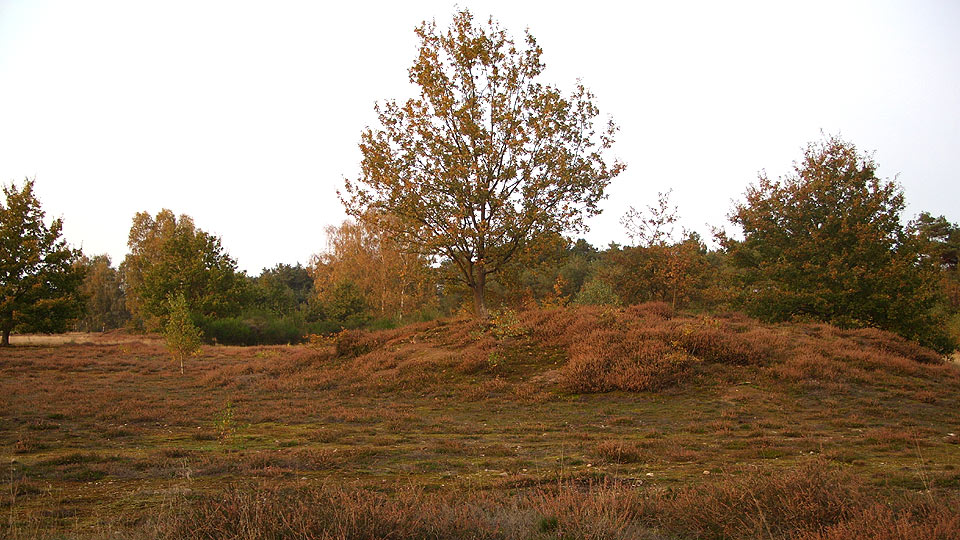
Gräberfeld in der Addenstorfer Heide

Das Gräberfeld in der Addenstorfer Heide befindet sich in der Gemeinde Jelmstorf im Landkreis Uelzen in Niedersachsen (Deutschland). Ein besonderes Merkmal der etwa 10 ha großen Fläche des Gräberfeldes sind 45 erhaltene runde Grabhügel aus der älteren Bronzezeit (um 1500 v. Chr.). Das zwischen Bad Bevensen und Bienenbüttel in der Lüneburger Heide gelegene Gräberfeld liegt innerhalb des Landschaftsschutzgebiets „Hügelgräberfeld bei Addenstorf“, das neben dem Heidebereich auch umgebende Wald- und Ackerflächen umfasst.
Die Addenstorfer Heide gehört zu jenem Landschaftstyp, der durch Menschenhand geformt wurde. Die Region bestand um 2500 v. Chr. noch vorwiegend aus Mischwald in dem Eichen und Birken dominierten. Durch Rodung entstanden vermutlich Äcker, die aufgrund der nährstoffarmen Böden jedoch nur kurze Zeit bebaut wurden. Die Böden boten indes der Besenheide (Calluna vulgaris) bei permanenter Beweidung durch Schafe und Ziegen ideale Bedingungen.
In den Jahren 1974 und 1975 fanden hier archäologische Grabungen statt. Die besten Ergebnisse erbrachte der Hügel Nr. 24. Ein in den Boden eingetieftes so genanntes „Untergrab“, in der Mitte gelegen, barg eine Baumsargbestattung, die örtlich älteste Bestattungsart. Das ganze wurde mit Heideplaggen überdeckt. Dieser Hügel wurde von einem Randsteinkranz gefasst. Die bronzenen Grabbeigaben bestanden aus einem Absatzbeil, einem Dolch, einer Nadel. Benachbart fanden sich Pfeilspitzen aus Feuerstein und ein Tongefäß.

Skizzen zur Addenstorfer Heide
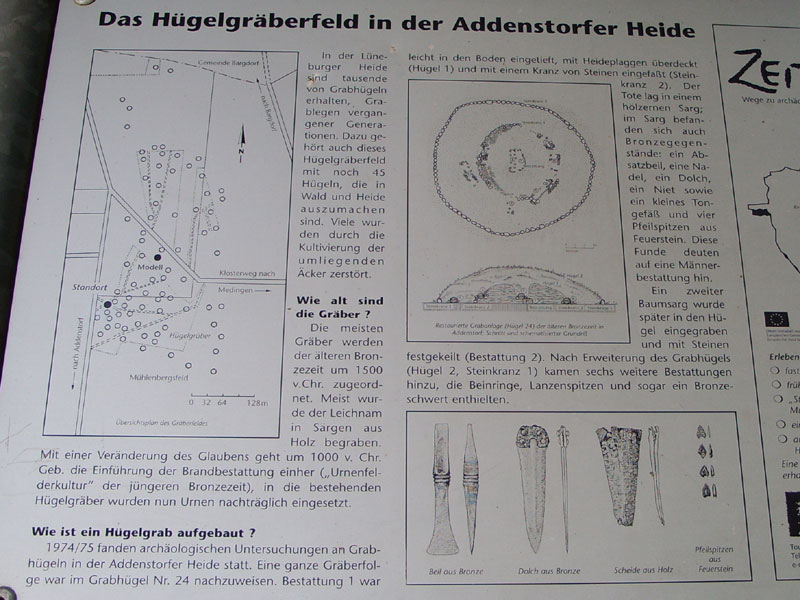
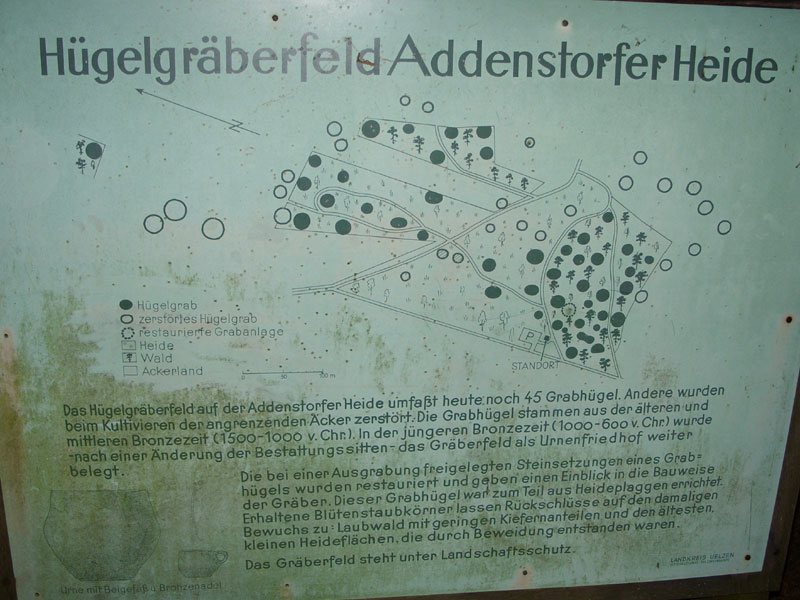
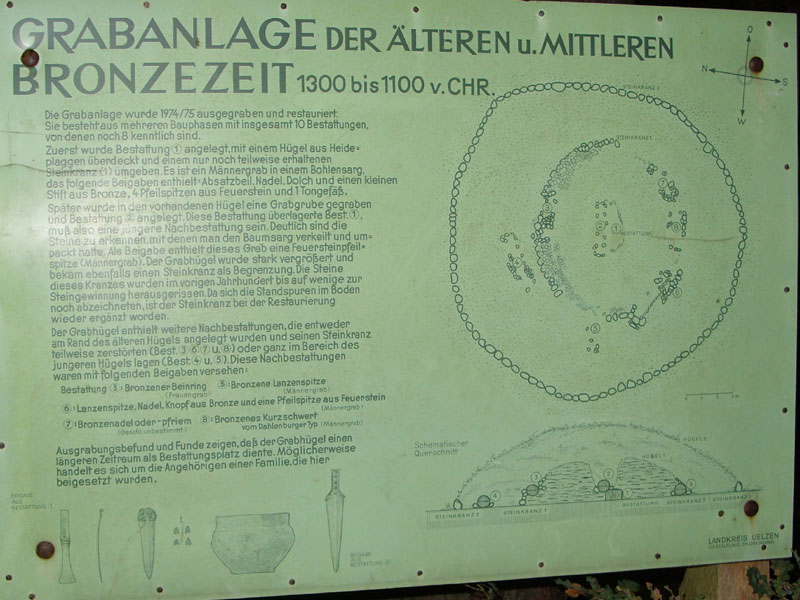

Die Kuhle für den zweiten Baumsarg, der mit Steinen verkeilt war, wurde nahe der ersten Grablege in den Hügel gegraben, bevor er erhöht wurde. Sechs weitere Bestattungen zu deren Beigaben ein Bronzeschwert, Lanzenspitzen und Ringe gehören folgten. Der vergrößerte Hügel erhielt dann einen zweiten größeren Randsteinkranz. Als sich der Grabritus am Ende der Bronzezeit änderte, wurden nahe der Oberfläche Urnen im Hügel vergraben.

Addenstorfer Heide
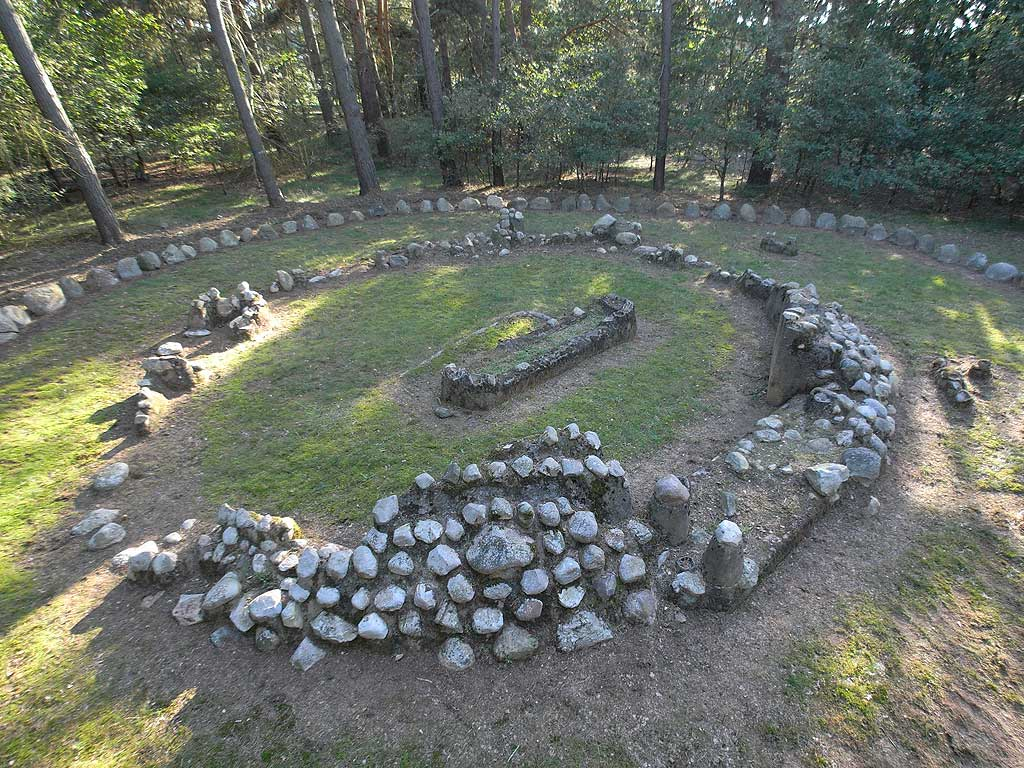
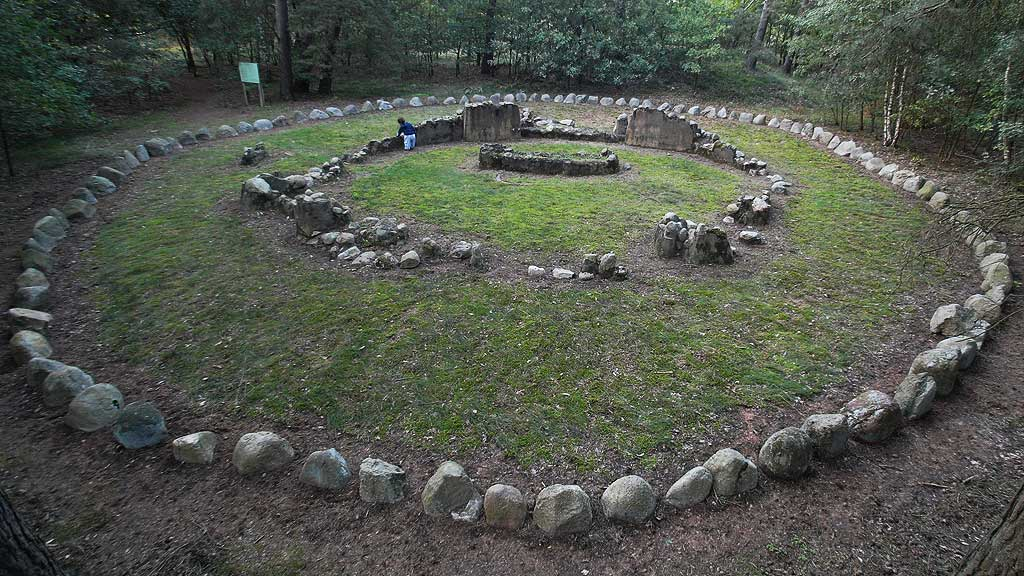
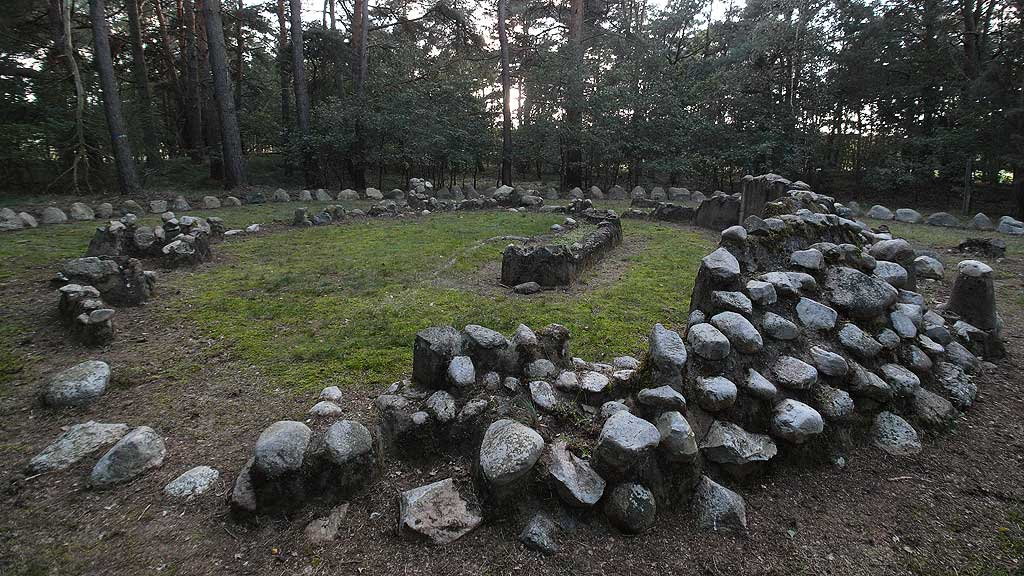

In der Addenstorfer Heide befindet sich auch ein verkleinerter Nachbau eines so genannten Totenhauses aus der Bronzezeit. Das Modell orientiert sich am Grabungsfund des so genannten Moortempels von Bargeroosterveld, Provinz Drenthe in den Niederlanden. Es bestand in der aus Holzpfählen, deren Giebelenden vermutlich hornförmig verjüngt waren. Der Grundriss des Kultgebäudenachbaus ähnelt dem Totenhaus von Eitzen I.